# ССК Наполи
ССК Наполи (на италиански: Società Sportiva Calcio Napoli, Сочиета Спортива Калчо Наполи) е италиански футболен клуб от Неапол, административния регион Кампания, основан през 1926 г. През по-голямата част от историята си Наполи играе в най-горната дивизия на италианския футбол.
Наполи играе със сини фланелки и бели шорти. Печели Серия А три пъти – през 1986/87, 1989/90 - когато за клуба играе великият Диего Марадона, и през 2022/23. Шест пъти печели Купата на Италия и два пъти Суперкупата на Италия, а от европейските турнири – Купата на УЕФА през 1988/89. Исторически погледнато, Наполи е деветият най-успешен италиански отбор и най-успелият от Южна Италия.
Клубът претърпява няколко промени от основаването си през 1904 г., като например сливането с отбора на Интернационале Наполи през 1922 г. Най-скорошната промяна е от 2004 г., когато клубът банкрутира, но е основан наново от филмовия продуцент Аурелио Де Лорентис, който през 2006 г. връща изначалното име – Сочиета Спортива Калчо Наполи.
Някои от най-известните имена, обличали фланелката на Наполи, са Диего Марадона, Джанфранко Дзола, Фабио Канаваро, Единсон Кавани и Гонсало Игуаин.

## История

### Началото (1904 – 1926)
Клубът е основан като Футболен и крикет клуб на Неапол през 1904 г. от английския моряк Уилям Потс и неговия другар Хектор М. Байрон. Неаполитанци като Конфорти, Катерина и Амедео Салси също взимат участие, а Салси е и първият президент на клуба. Първоначалният екип е съставен от раирана фланелка с небесносин и тъмносин цвят и черни гащета. През 1906 г. името е съкратено на Футболен клуб на Неапол.
Отначало италианският шампионат е сведен до участието само на отбори от севера, затова южните отбори е трябвало да се съревновават с моряци или в различни турнири. Чуждестранният дял на клуба се откъсва през 1912 г., за да сформира Интернационале Наполи, във времето на дебюта на двата отбора в италианския шампионат през сезон 1912/13. Въпреки ревностното си съперничество в Кампания, двата отбора нямат особени успехи извън региона и това налага сливането им няколко години след Първата световна война като Футболен клуб Интернационале-Наполи, известен и като ФБК Интернаполи.

### AC Наполи (1926 – 1960)
Под президентството на Джорджо Аскарели клубът променя името си на Асочационе Калчо Наполи (Associazione Calcio Napoli) на 23 август 1926 г. Въпреки слабото начало, Наполи започва да се подобрява. Благодарение и на родения в Парагвай талантлив нападател Атила Салустро, отбелязал 107 гола в 259 мача.
Наполи влиза е Серия А под ръководството на английския треньор Уилям Гарбът. По време на шестгодишната си всеотдайна работа отборът е драматично променен, като често завършва в горната част на таблицата, като например двете 3-ти места през 1932/33 и 1933/34. До Втората световна война Наполи запада, спасявайки се от изпадане през 1939/40 благодарение на головата си разлика.
Наполи губи оспорвана битка за оставане в Серия А в края на 1942 година и изпада в Серия Б. Отборът се премества от стадион „Джорджо Аскарели“ на стадион „Артуро Колана“ и до края на войната играе в Серия Б. След подновяването на шампионата Наполи се връща отново в Серия А, но изпада отново след 2 сезона. В началото на 50-те години отборът отново се завръща във висшия ешелон. Въпреки непостоянните си изяви, наред с върхове и падения, през 1962 г. Наполи печели Купата на Италия на финала срещу СПАЛ. Четвъртото им изпадане през следващия сезон обаче прекратява празненствата.

### 1960 – 1990
След като променя името си на Società Sportiva Calcio Napoli („Сочиета спортива калчо Наполи“ – „Спортно футболно дружество Наполи“) на 25 юни 1964 г., отборът постепенно започва да се издига и отново печели промоция в елита и под ръководството на бившия играч Бруно Песаола печелят Копа деле Алпи. През сезона 1967/68 Наполи са близо до скудетото, но остават втори след Милан. Едни от по-известните играчи от този период са Дино Дзоф, Жозе Алтафини, Омар Сивори и местният защитник Антонио Юлиано. Със своите 394 мача за Наполи, Юлиано чупи рекорда по участия.
Тенденцията за доброто представяне на Наполи в шампионата продължава до 1970-те, с две 3-ти места през 1970/71 и 1973/74. Под ръководството на треньора Луис Виничио отборът се класира в ранните издания на турнира за Купата на УЕФА. През 1974/75 достигат до трети кръг (1/8-финал), елиминирайки Порто. През същия сезон Наполи завършва втори в Серия А, само 2 точки зад шампиона Ювентус.
Побеждавайки Саутхемптън на финала за Англо-италианската купа, Наполи добива право за участие за КНК през сезон 1976/77, където достигат до полуфинал. Клубът печели втората си купа на Италия през 1975/76, елиминирайки Милан и Фиорентина по пътя си, за да победи убедително съперника си Верона с 4:0 на финала. Дори до началото на 1980-те отборът се представя достойно, завършва на 3-то място през 1980/81, но до 1983 г. затъва и се налага да се бори за оставането си.
Наполи чупят световния рекорд за трансфер със своите 6,9 милиона паунда за Диего Марадона от Барселона. На представянето му на стадиона има 65 хил. зрители. Отборът постепенно се възстановява с Чиро Ферара, Салваторе Бани и Фернандо Де Наполи в редиците си. Възходът е постпенен, през 1985/86 завършват на 3-то място, но доброто тепърва предстои. Сезон 1986/87 е най-епохалното събитие в историята на Наполи – печелят дубъл, завършвайки на 3 точки пред втория и побеждавайки Аталанта с 4:0 на финала за Купата на Италия. Тъй като отбор от Южна Италия дотогава не е печелил скудетото, Диего Марадона се превръща в икона за неаполитанците.
През следващия сезон Наполи няма успех в евротурнирите, а също така завършва на 2-ро място в Серия А. През 1988/89 Наполи участва в турнира за Купата на УЕФА и печели първия си важен евротрофей. Ювентус и Байерн Мюнхен са елиминирани по пътя към финала, където Наполи побеждава немския Щутгарт с 5:4 общ резултат (2:1 в първия мач и 3:3 в ревашна).
Наполи добавя втората си титла през 1989/90, побеждавайки Милан с 2 точки в надпреварата. Интересен е и фактът, че Наполи получават служебно две точки в Бергамо, когато фен на Аталанта уцелва в главата с монета футболиста на Наполи Алемао.

### Спад (1991 – 2008)
Въпреки четвъртото място през сезон 1991/92, Наполи постепенно запада и финансово, и на терена. Играчи като Джанфранко Дзола, Даниел Фонсека и Карека напускат тима през 1994 г. Въпреки това, през 1994/95 Наполи се класира за купата на УЕФА, където достига до 3-ти кръг (1/8-финал), а през 1996/97 играе финал за Купата на Италия, но губи с 1:3 от Виченца. Формата на отбора се влошава и през 1997/98 Наполи изпада в Серия Б, спечелвайки едва 2 победи през целия сезон.
През 1999/2000 отборът се връща отново в Серия А, но след оспорвана битка за оставане изпада отново. След това Наполи изпуска шанса отново да се класира в елита и запада все повече. През август 2004 г. клубът обявява фалит. За да осигури футбола в града, филмовият продуцент Аурелио Де Лорентис възстановява клуба под името Napoli Soccer („Наполи Сокър“), понеже не им е позволено да използват старото си название. Италианската футболна федерация поставя Наполи в Серия С1, където изпускат да се класират в горната дивизия, губейки плейоф от местните си врагове Авелино с 1:2.
Въпреки че играят в толкова ниска дивизия, те имат по-висока средна посещаемост от повечето отбори в Серия А, чупейки рекорда за посещаемост в Серия Ц с 51 хил. души на мач. През следващия сезон си осигуряват участие в Серия Б и Де Лорентис изкупувайки активите на фалиралия клуб, възстановява историята на клуба, връщайки името Società Sportiva Calcio Napoli през май 2006 г. След само още един сезон в Серия Б те се връщат отново в елита в последния ден, заедно с приятелите си от спящия гигант Дженоа. Сезон 2007/08 отбелязва първото завръщане на Наполи в Серия А от изпадането през 2001 г.

### Възраждане (2009 – )
След поемамето на треньорската позиция от Валтер Мадзари през 2009 г. отборът се превръща отново фактор в Серия А. Той налага в отбора атакуващ тип игра и това дава много добри резултати. През сезон 2010/11 Наполи се бори до последите кръгове за титлата заедно с отборите на Милан и Интер. В крайна сметка финишират на 3-то място, което им дава право на участие в груповата фаза на Шампионска лига. През следващия сезон 2011/12 успяват да достигнат до осминафиналната фаза в Шампионска лига, елиминирайки в груповата фаза отборите на Виляреал и мултимилионния Манчестър Сити. На осминафинала са отстранени от отбора на Челси. В Италия се класират на 5-о място в Серия А, но успяват да спечелят турнира за Купата на Италия, побеждавайки Ювентус с 2:0. В сезон 2012/13 отборът на Наполи отново е основен претендент за титлата в Серия А, но в крайна сметка завършва на второ място след Ювентус, с което отново се класира в груповата фаза на Шампионска лига. В края на сезона Валтер Мадзари напуска отбора на Наполи.
След Валтер Мадзари, отборът е поет от Рафаел Бенитес. Още в първия си сезон в клуба той печели Купата на Италия срещу отбора на Фиорентина.
Парите от продажбата на Единсон Кавани (57 млн. паунда) са използвани за закупуването на трима играчи от Реал Мадрид – Гонсало Игуаин, Раул Албиол и Хосе Мария Кайехон – както и други играчи като Дрис Мертенс и Пепе Рейна. На 22 декември 2014 г. Наполи печели Суперкупата на Италия, побеждавайки отбора на Ювентус с 6:5 след изпълнение на дузпи. Завършват сезона, спечелвайки Копа Италия 2014 с победа 3:1 срещу Фиорентина с два гола на Лоренцо Инсиние и Мертенс, както и с класиране за Шампионската лига, завършвайки на 3-то място в Серия А. Според Международната федерация по футболна история и статистика (IFFHS), Наполи е класиран на трето място в света през 2015 г., въпреки че не е успял да се класира за групите на Шампионска лига 2014/15.
На 1 декември 2015 г. в сезон 2015/16 домакинската победа с 2:1 над лидера Интер изпраща Наполи на върха на Серия А за първи път от 25 години.
На 10 януари 2016 г. след победа с 5:1 срещу Фрозиноне, Наполи е лидер след първата половина на сезон 2015/16 за първи път от сезон 1989/90, благодарение и на победата на Сасуоло с 1:0 срещу Интер на „Джузепе Меаца“.
През сезон 2016/17 Наполи изпуска второто място в последния кръг, след като Рома обръща Дженоа. През сезон 2017/18 е основен конкурент на Ювентус за титлата и дори заема първото място, но го губи в последните кръгове.
През сезон 2019/20 клубът печели Купата на Италия за шести път в своята история. На осминафиналите Наполи отстранява Перуджа след победа с 2:0, в която домакините отбелязват от две дузпи на Сан Паоло. На 1/4-финалите следва конкурента за титлата в Италия Лацио, който също бива елиминиран след 1:0 в Неапол с ранен гол на Лоренцо Инсиние. На полуфиналите Адзурите се изправят срещу Интер на Антонио Конте, който също е един от главните конкуренти за титлата. Въпреки разгрома, който повечето хора очакват, Наполи успява да победи Интернационале с 0:1 на Сан Сиро в Милано. В реванша Крисчън Ериксен успява да открие резултата за Интер още в началото на мача, като вкарва директно от корнер. Към края на полувремето небесносините успяват да изравнят чрез гол на Дрис Мертенс и правят общия резултат 2:1. Така и завършва мача. На финала Наполи се изправя срещу Ювентус, воден от бившия треньор на отбора Маурицио Сари. Двубоят се играе пред празните трибуни на Стадио Олимпико в Рим. Отборът показва добра игра и в доста части от мача доминира, но така и не успява да отбележи гол. Така мачът се решава с дузпи. Ювентус изпуска първите си две изпълнения от бялата точка, докато Наполи вкарва всички и печели купата с резултат от дузпите 4:2.
През декември 2020 г. Наполи преименува „Сан Паоло“ на „Диего Марадона“ след смъртта на любимата им клубна икона. Наполи завършва на пето място в Серия А този сезон след равенство в последния ден, като пропуска мястото за Шампионската лига с една точка.
През сезон 2021/22, Лучано Спалети заменя Дженаро Гатузо като старши треньор и извежда отбора до третото място в Серия А, осигурявайки място в Шампионската лига за адзурите след двегодишно отсъствие. През сезон 2022/23 на Шампионската лига Спалети ги извежда до четвъртфиналите за първи път в европейската им история, където са победени с 2:1 (1:0 като гост и 1:1 у дома) от Милан. 
Наполи печели титлата в Серия А за първи път от 1990 г. след равенството 1:1 срещу Удинезе на 4 май 2023 г., за първи път след Диего Марадона.

## Емблеми
- 1930
- 1940
- 1964 – 1966
- 1965 – 1967
- 1974
- 1984 – 1985
- 1985 – 2002
- 1997 – 2004
- 2004 – 2005
- 2005 – 2007
- 2007 – 2024
- 2024 –

## Клубни рекорди и статистика
- Антонио Юлиано държи рекорда на Наполи за най-много участия със своите 502 мача за 16 години – от 1962 до 1978 г. Юлиано държи и рекорда за най-много мачове в шампионата – 394.
- Най-много голове за Наполи в шампионата има Атила Салустро – 118.
- В Серия А единственият футболист на Наполи, ставал голмайстор на шампионата, е Диего Марадона през 1987/88 с 15 гола.
- Първият официален мач на Наполи е в 16-ия футболен шампионат на Италия срещу Интернационале Наполи, който Наполи печели с 2:1.
- Най-голямата победа в Серия А е срещу Про Патрия с 8:1 през 1955/56.
- Най-голямата загуба на Наполи в Серия А е срещу Торино през 1927/28 – с 0:11.

## Успехи

### Национални купи
- Серия А 
  -  Шампион (4): 1986/87, 1989/90, 2022/23, 2024/25
  -  Вицешампион (8): 1967/68, 1974/75, 1987/88, 1988/89, 2012/13, 2015/16, 2017/18, 2018/19
  -  Бронзов медал (10): 1932/33, 1933/34, 1965/66, 1970/71, 1973/74, 1980/81, 1985/86, 2010/11, 2013/14, 2016/17
- Купа на Италия:
  -  Носител (6): 1961/62, 1975/76, 1986/87, 2011/12, 2013/14, 2019/20
  -  Финалист (4): 1971/72, 1977/78, 1988/89, 1996/97
- Суперкупа на Италия
  -  Носител (2): 1990, 2014
  -  Финалист (2): 2012, 2020
- Серия Б
- Победител: 1949/50
- Серия Ц1
  -  Шампион (1): 2005/06

### Евротурнири
- Купа на УЕФА:
  -  Носител (1): 1988/89
- Купа на носителите на купи
- 1/2-финал (1): 1976/77
- 1/4-финал (1): 1962/63
- Интертото:
  -  Носител (1): 2008
- Алпийска купа:
  -  Носител (1): 1966
- Англо-италианска Купа на Лигата:
  -  Носител (1): 1976

## Състав

### Настоящ състав
Към 18 юли 2025 г.
Оттеглени номера на фланелките в Наполи:
10 –  Диего Марадона, втори нападател, 1984 – 1991. Номерът е изваден от употреба през лятото на 2000 г.

## Бивши треньори
- Ференц Молнар
- Клаудио Раниери
- Марчело Липи
- Вуядин Божков
- Луиджи Симони
- Карло Мацоне
- Зденек Земан